# Liste der Biografien/Ela
Liste der Biografien |
Portal Biografien |
Personensuche
# |
A |
B |
C |
D |
E |
F |
G |
H |
I |
J |
K |
L |
M |
N |
O |
P |
Q |
R |
S |
T |
U |
V |
W |
X |
Y |
Z |
?
 
Ea |
Eb |
Ec |
Ed |
Ee |
Ef |
Eg |
Eh |
Ei |
Ej |
Ek |
El |
Em |
En |
Eo |
Ep |
Eq |
Er |
Es |
Et |
Eu |
Ev |
Ew |
Ex |
Ey |
Ez
 
Ela |
Elb |
Elc |
Eld |
Ele |
Elf |
Elg |
Elh |
Eli |
Elj |
Elk |
Ell |
Elm |
Eln |
Elo |
Elp |
Elr |
Els |
Elt |
Elu |
Elv |
Elw |
Ely |
Elz
Die Liste der Biografien führt alle Personen auf, die in der deutschsprachigen Wikipedia einen Artikel haben. Dieses ist eine Teilliste mit 38 Einträgen von Personen, deren Namen mit den Buchstaben „Ela“ beginnt.

## Ela
- Ela, Amoräer
- Ela, König von Israel (um 886–885 v. Chr.)
- Ela of Salisbury († 1261), englische Adlige und Äbtissin
- Ela, Jacob Hart (1820–1884), US-amerikanischer Politiker
- Ela, Jean-Marc (1936–2008), kamerunischer Befreiungstheologe und Soziologe
- ela. (* 1992), deutschsprachige Songwriterin ukrainischer Herkunft

### Elab
- Elabdellaoui, Omar (* 1991), norwegischer Fußballspieler

### Elag
- Elagabal (204–222), römischer KaiserElagabal (204–222)

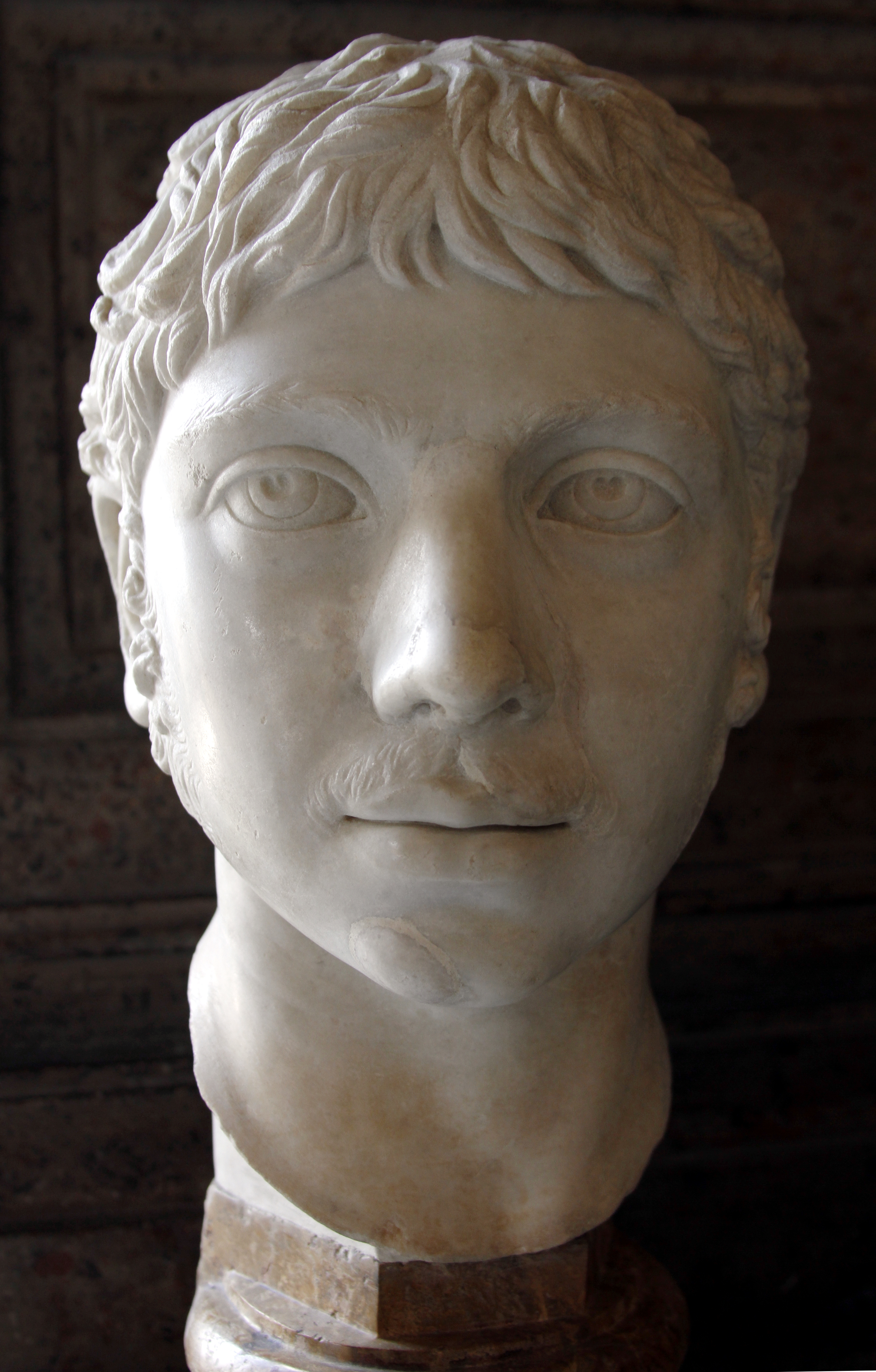
Elagabal (204–222)

### Elah
- Elahee, Mohammad Anwar (1929–2010), mauritischer Fußballspieler und -trainer

### Elai
- Elai (* 1999), schwedisch-albanischer Sänger und Songwriter
- Elaine, Amy (* 1972), deutsche Schauspielerin und Sängerin

### Elak
- Elakkiadasan, V.K. (* 1995), indischer Sprinter

### Elal
- Elalamy, Youssouf Amine (* 1961), marokkanischer Schriftsteller
- Elalan († 161 v. Chr.), Chola König aus dem Chola-Königreich
- Elalouf, Lia, israelische Schauspielerin und Model

### Elam
- Elam, Jack (1920–2003), US-amerikanischer Schauspieler
- Elam, Jason (* 1970), US-amerikanischer American-Football-Spieler
- Elam, Joseph Barton (1821–1885), US-amerikanischer Politiker
- Elam, Norah (1878–1961), britische Suffragette, Antivivisektionistin und Faschistin
- Elam, Shraga (* 1947), israelischer Journalist
- Elampassery, Peter Celestine (1938–2015), indischer Geistlicher, Bischof von Jammu-Srinagar

### Elan
- Elan, Ephraim (1901–1982), österreichisch-israelischer Bauingenieur und Zionist
- Eland, Kornelis (1838–1927), niederländischer Politiker und Generalleutnant, Kriegs- und Marineminister, Mitglied der Zweiten Kammer der Generalstaaten
- Elander, Kristina Abelli (* 1952), schwedische Künstlerin, Malerin Comiczeichnerin
- Elanga, Anthony (* 2002), englischer FußballspielerAnthony Elanga (* 2002)

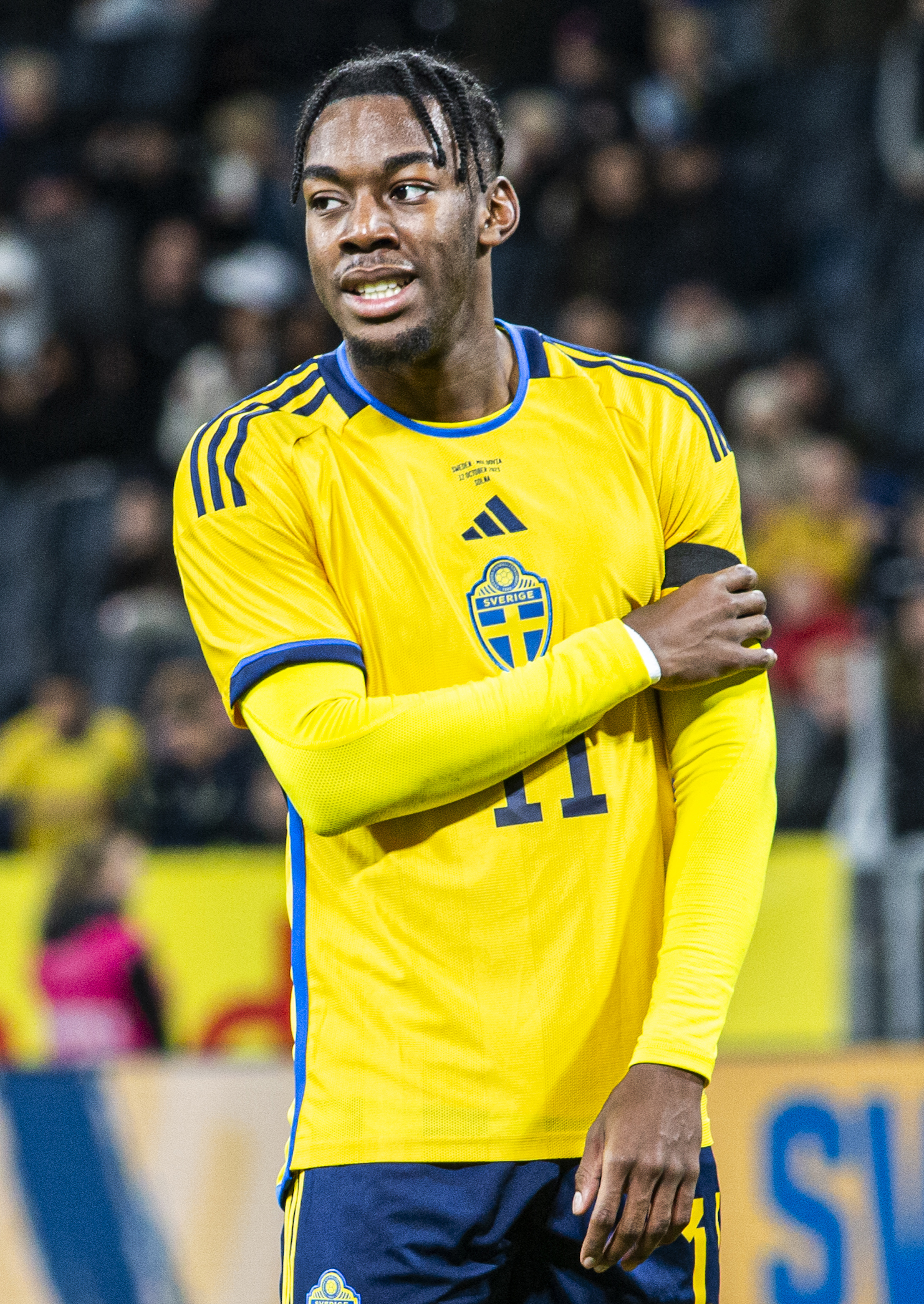
Anthony Elanga (* 2002)

- Elanga, Joseph (* 1979), kamerunischer Fußballspieler
- Elangoan, Baranica (* 1997), indische Stabhochspringerin
- Elanjikal, Cornelius (1918–2011), indischer Geistlicher, römisch-katholischer Erzbischof von Verapoly
- Elano (* 1981), brasilianischer Fußballspieler

### Elar
- Elaraby, Nabil (1935–2024), ägyptischer Jurist, Richter am Internationalen Gerichtshof in Den Haag (2001–2006)
- Elaraby, Rowan (* 2000), ägyptische Squashspielerin

### Elas
- Elasar ha-Qallir, eretz-jisra'elischer Dichter in hebräischer Sprache
- Elasi, Nathan (* 1989), australischer Fußballspieler

### Elat
- Elata-Alster, Gerda (* 1930), israelische Literaturwissenschaftlerin

### Elav
- Elavanal, Thomas (* 1950), indischer Priester, Bischof von Kalyan

### Elaz
- Elazar, Daniel Judah (1934–1999), US-amerikanischer Politikwissenschaftler und Hochschullehrer
- Elazar, David (1925–1976), israelischer Offizier und Generalstabschef der israelischen Armee
- Elazar, Eylon (* 2000), israelischer Beachvolleyballspieler